# Giuseppe Caprio
Giuseppe Caprio (Lapio, 15 november 1914 - Rome, 15 oktober 2005) was een Italiaans geestelijke en kardinaal van de Rooms-Katholieke Kerk.
Caprio studeerde theologie en wijsbegeerte in Rome en werd op 17 december 1938 priester gewijd. Van 1940 tot 1947 was hij verbonden aan het Staatssecretariaat van de Heilige Stoel. Hierop volgde een lange diplomatieke loopbaan die hem achtereenvolgens naar China, België, Zuid-Vietnam en Taiwan bracht. In 1961 benoemde paus Johannes XXIII hem tot titulair bisschop van Apollonia. Hij ontving zijn bisschopswijding uit handen van de toenmalige prefect van de H. Congregatie voor de Voortplanting des Geloofs, Krikor Bedros XV Agagianian. Bisschop Caprio nam vervolgens deel aan het Tweede Vaticaans Concilie. Van 1967 tot 1969 was hij apostolisch pro-nuntius in India. Vanaf 1969 vervulde hij verschillende leidinggevende posities binnen de Romeinse Curie.
Tijdens het consistorie van 20 juni 1979 nam paus Johannes Paulus II hem als kardinaal-diaken op in het College van Kardinalen. De Santa Maria Ausiliatrice in Via Tuscolana werd zijn titeldiakonie. Hierop benoemde de paus hem tot president van de Administratie van het Patrimonium van de Heilige Stoel. Twee jaar later werd hij prefect van de Prefectuur voor de Economische Zaken van de Heilige Stoel. Van 1988 tot 1995 was hij Grootmeester van de Orde van het Heilig Graf van Jeruzalem. Onderwijl was hij in 1990 opgenomen in de orde van kardinaal-priesters, met de Santa Maria della Vittoria als titelkerk.
Kardinaal Caprio nam - vanwege zijn hoge leeftijd - niet deel aan het conclaaf van 2005.
- Gemeinsame Normdatei: 108991802X
- International Standard Name Identifier: 0000 0000 6193 8220
- Istituto Centrale per il Catalogo Unico: CFIV022556
- Virtual International Authority File: 302176251